# Université Marta-Abreu de Las Villas
L'université Marta-Abreu de Las Villas (en espagnol : Universidad Central "Marta Abreu" de Las Villas, UCLV) est une université de premier et deuxième cycles située à Santa Clara, Cuba, fondée en 1952 et ayant un campus éloigné appelé Universidad de Montaña situé à Topes de Collantes (en), au cœur des montagnes de l'Escambray.

## Organisation
Les programmes universitaires sont divisés en 13 départements avec un programme supplémentaire au département des sciences humaines qui propose une licence en journalisme.
- Faculté de génie électrique
- Faculté de génie mécanique
- Faculté de mathématiques - physique - informatique
- Faculté d'ingénierie industrielle et de tourisme
- Faculté de chimie - Pharmacie
- Faculté d'ingénierie de la construction (en)
- Faculté d'agriculture
- Faculté d'économie
- Faculté des sciences humaines
- Faculté des sciences sociales
- Faculté de psychologie
- Faculté de droit
- Faculté des sciences de l'information et de l'éducation